# 38-as busz (Debrecen)
A debreceni 38-as jelzésű autóbusz a Nagyállomás és a Kenézy Gyula Kórház között közlekedett. A járat létrehozásának célja a MÁV Rendelő, az I. sz. Rendelőintézet és a Kenézy Gyula Kórház összekötése volt.

## Története
A 2000-es évek elején egyre nagyobb igény jelentkezett egy a kórházakat és rendelőintézeteket összekötő járatra, így 2002. augusztus 1-jén hozták létre a 38-as buszt. A járat a két végállomáson kívül csak az Erzsébet utca (ma MÁV Rendelő), és az I. sz. Rendelőintézet (ma Jókai utca) megállóhelyeken állt meg. A járat a kezdetekben még félóránként közlekedett, de az alacsony kihasználatlanság miatt a járat előbb 40, majd 60 percre ritkult. 2006 őszétől a Bartók Béla út átépítése miatt a Kenézy Gyula Kórház – Dorottya utca – Kishegyesi út – Segner tér – Nyugati utca – Külsővásártér – Erzsébet utca – Nagyállomás útvonalon közlekedett vissza. 2007. április 10-én a Bartók Béla utat lezárták, ezért a 38-as busz közlekedése szünetelt. A 38-as busz ezután már nem közlekedett többször, ugyanis 2007. július 9-én hivatalosan is megszűnt a járat.

## Járművek
A vonalon Mercedes-Benz O100 City, Ikarus 546 és Iveco Daily 50C15 típusú midibuszok közlekedtek.

## Útvonala
| Kenézy Gyula Kórház felé | Nagyállomás felé |
| --- | --- |
| Nagyállomás vá. – Erzsébet utca – Külsővásártér – Nyugati utca – Hatvan utca – Bethlen utca – Mester utca – Bartók Béla út – Kenézy Gyula Kórház vá. | Kenézy Gyula Kórház vá. – Bartók Béla út – Mester utca – Bethlen utca – Hatvan utca – Segner tér – Nyugati utca – Külsővásártér – Erzsébet utca – Nagyállomás vá. |